# Gerónimo de Aguilar
Gerónimo of Jerónimo de Aguilar (Écija, 1489 – Nieuw-Spanje, 1531) was een Spaans geestelijke en ontdekkingsreiziger.
Aguilar werd geboren in Écija nabij Sevilla. Hij werd een franciscaner monnik en trok naar de Nieuwe Wereld. In 1511 bevond hij zich op een schip dat vanuit Panama naar Santo Domingo voer om de gouverneur te informeren over de diepe vijandigheid die tussen de kolonisten was ontstaan. Na schipbreuk voor de kust van Jamaica konden Aguilar en een twintigtal anderen in een roeiboot komen, maar hij dreef af naar Yucatán, waar ze werden gevangengenomen door Maya's. Vijf van hen werden geofferd en opgegeten. Anderen, onder wie Aguilar, werden opgesloten in kooien. Hij wist met Gonzalo Guerrero te ontsnappen naar Chetumal. Daar nam de cacique Xamanzana hen tot slaaf. Aguilar bleef zijn wijding trouw en weerstond aan de vrouwelijke verleidingen, terwijl Guerrero met een Mayavrouw trouwde en kinderen kreeg. 
Toen Hernán Cortés in 1519 in Yucatán aankwam, hoorde hij verhalen over Aguilar en Guerrero en besloot hij de twee op te sporen. Gezanten van Cortés wisten hen te vinden. Met drie in een kano kwamen ze aanvaren in lendendoeken en inheemse haardracht. Aguilar ging met Cortés mee, maar Guerrero besloot bij de Maya's te blijven leven. Aguilar vergezelde Cortés op zijn verdere verovering van Mexico. Daar hij Yucateeks Maya had leren spreken kon hij dienen als tolk. La Malinche, een indiaanse vrouw die Cortés vergezelde, sprak Maya én Nahuatl, de taal van de Azteken, zodat Cortés via La Malinche en Aguilar ook met de Azteken kon communiceren.
Aguilar overleed op een onbekende locatie in 1531.